# Carthamus rechingeri
Die Carthamus rechingeri ist eine Pflanzenart aus der Gattung Carthamus in der Familie der Korbblütler (Asteraceae).

## Merkmale
Carthamus rechingeri ist ein einjähriger Schaft-Therophyt, der Wuchshöhen von 10 bis 50 Zentimetern erreicht. Der Stängel ist etwas weichhaarig und weißlich. Die Blätter bestehen aus 3 bis 4, selten bis 7 Paar Abschnitten, die 8 bis 15 Millimeter lang und dornig sind. Die Körbchen sind klein und dicht gehäuft. Die Hüllblätter glänzen nur wenig. Die Schuppen des Pappus sind 4,5 bis 5 Millimeter lang.
Die Blütezeit liegt im Juli.

## Vorkommen
Carthamus rechingeri ist auf Karpathos endemisch. Die Art wächst auf Kalkfelsen und in Phrygana.

## Belege
1. 1 2 3  Ralf Jahn, Peter Schönfelder: Exkursionsflora für Kreta. Mit Beiträgen von Alfred Mayer und Martin Scheuerer. Eugen Ulmer, Stuttgart (Hohenheim) 1995, ISBN 3-8001-3478-0, S. 330.